# Hand in Glove
"Hand in Glove" er en sang af det britisk rockband The Smiths. Den er komponeret af Morrissey og Johnny Marr, og det var gruppens første single, som de udgav i 1983. Singlens b-side er nummeret "Handsome Devil", som hos tabloid-pressen fejlagtigt blev fortolket som en sang om pædofili.
Nummeret nåede en 124.-plads på UK Singles Chart og en tredjeplads på UK Indie Chart. Da salgstallene ikke levede op til forventningerne, blev nummeret også inkluderet på den kommende opsamlingsplade, Hatful of Hollow. Versionen her er dog ikke den samme som singlen, men blev optaget som en del af John Peel Sessions.

## Spor
Begge sange blev skrevet af Morrissey og Johnny Marr.
1. "Hand in Glove" – 3:16
2. "Handsome Devil" (live, Manchester Hacienda, 4/2/83) – 2:53